# Ім'ям революції
«Іменем революції» — радянська історико-революційна драма режисера Генріха Габая, поставлена за однойменною п'єсою Михайла Шатрова на кіностудії «Мосфільм» в 1963 році про один з епізодів громадянської війни, коли доля молодої Радянського держави перебувала під загрозою.

## Сюжет
1918 рік. Після смерті матері батько сімейства вирішує відвезти дітей в Москву до далекої родички. По дорозі ті переживають наліт на поїзд білогвардійців, загибель батька, знайомляться з безпритульним Яшкою. Той їде в Москву з важливою місією — доставити Леніну свій план порятунку країни від буржуїв і контри. Хлопці долучаються до намірів хлопчака, всіма правдами і неправдами дістаються до Москви, де зустрічаються з вождем світової революції і Феліксом Дзержинським. Їх чекає нелегка боротьба за ідеї Революції.

## У ролях
- Борис Смирнов —  В. І. Ленін
- Анатолій Ромашин —  Ф. Е. Дзержинський
- Олексій Алексєєв —  В. Д. Бонч-Бруєвич
- Олексій Батенін —  Петька
- Рафек Сабіров —  Васька
- Володимир Борисичев —  Яшка, безпритульний
- В. Денисов —  Сеня Коган, член загону Союзу робітничої молоді
- Белла Манякіна —  Тоня Голубєва, член загону Союзу робітничої молоді
- Лариса Гордейчик —  Женя, член загону Союзу робітничої молоді
- Павло Іванов —  Борис, член загону Союзу робітничої молоді
- Валерій Головненков —  Степан Романов, член загону Союзу робітничої молоді
- Михайло Глузський —  Романовський (Матвій Сторожев), штабс-капітан, змовник
- Борис Бітюков —  Малінін, змовник
- Сергій Десницький —  Ярцев, слідчий НК
- Лідія Смирнова —  Єлизавета Олексіївна
- Петро Любешкін —  Савельєв Андрій, батько Петьки і Васьки
- Марія Андріанова —  тітка Глаша, мама Тоні
- Ніна Агапова —  мати Жені
- Юрій Кузьменков — епізод
- Валерій Носик —  член робочого комітету заводу Жако

## Знімальна група
- Режисер — Генріх Габай
- Сценаристи — Михайло Шатров, Юрій Тимофєєв
- Оператор — Сергій Зайцев
- Композитор — Михайло Чулакі
- Художник — Фелікс Ясюкевич